# Mainmündung und Ginsheimer Altrhein
Mainmündung und Ginsheimer Altrhein este o arie protejată (arie de protecție specială avifaunistică — SPA) din Germania întinsă pe o suprafață de 770,96 ha, integral pe uscat.

## Localizare
Centrul sitului Mainmündung und Ginsheimer Altrhein este situat la coordonatele 49°58′23″N 8°10′48″E / 49.9731°N 8.18°E.

## Înființare
Situl Mainmündung und Ginsheimer Altrhein a fost declarat arie de protecție specială avifaunistică în aprilie 2003 pentru a proteja 46 de specii de animale.

## Biodiversitate
Situată în ecoregiunea continentală, aria protejată nu include niciun habitat protejat.
La baza desemnării sitului se află mai multe specii protejate de  păsări (46): lăcar-de-lac (Acrocephalus scirpaceus), pescăruș albastru (Alcedo atthis), rață sulițar (Anas acuta), rață mică (Anas crecca crecca), Anas platyrhynchos platyrhynchos, Anas strepera strepera, fâsă de pădure (Anthus trivialis), Ardea cinerea cinerea, rață-cu-cap-castaniu (Aythya ferina), rața moțată (Aythya fuligula), rață roșie (Aythya nyroca), buha (Bubo bubo), barză albă (Ciconia ciconia ciconia), erete de stuf (Circus aeruginosus), porumbel de scorbură (Columba oenas), lebădă de vară (Cygnus olor), ciocănitoarea de stejar (Dendrocopos medius), ciocănitoare pestriță mică (Dendrocopos minor), presură de stuf (Emberiza schoeniclus), șoimul rândunelelor (Falco subbuteo), Fulica atra atra, Gallinula chloropus chloropus, frunzăriță galbenă (Hippolais icterina), Hippolais polyglotta, capîntortură (Jynx torquilla), sfrâncioc roșiatic (Lanius collurio), pescăruș râzător (Larus ridibundus), privighetoare (Luscinia megarhynchos), Luscinia svecica cyanecula, ferestraș mic (Mergus albellus), Mergus merganser merganser, presură sură (Miliaria calandra), gaia neagră (Milvus migrans), gaia roșie (Milvus milvus), muscar sur (Muscicapa striata), grangur (Oriolus oriolus), vultur pescar (Pandion haliaetus), viespar (Pernis apivorus), cormoran mare (Phalacrocorax carbo carbo), codroșul de pădure (Phoenicurus phoenicurus), ciocănitoare verzuie (Picus canus), Podiceps cristatus cristatus, pițigoi-pungar (Remiz pendulinus), mărăcinar negru (Saxicola torquatus), turturică (Streptopelia turtur), Tachybaptus ruficollis ruficollis.
Pe lângă speciile protejate, pe teritoriul sitului au mai fost identificate 2 specii de păsări.